# Saint-Vincent-en-Bresse
Saint-Vincent-en-Bresse là một xã thuộc tỉnh Saône-et-Loire trong vùng Bourgogne-Franche-Comté miền đông nước Pháp.